# Понте а Елза
Понте А Елза је насеље у Италији у округу Пиза, региону Тоскана.
Према процени из 2011. у насељу је живело 3609 становника. Насеље се налази на надморској висини од 49 м.